# Tumacacori-Carmen
Tumacacori-Carmen és una concentració de població designada pel cens dels Estats Units a l'estat d'Arizona. Segons el cens del 2000 tenia 569 habitants.

## Demografia
Segons el cens del 2000, Tumacacori-Carmen tenia 569 habitants, 223 habitatges, i 152 famílies La densitat de població era de 35,4 habitants/km².
Dels 223 habitatges en un 26,5% hi vivien nens de menys de 18 anys, en un 52,9% hi vivien parelles casades, en un 9,9% dones solteres, i en un 31,8% no eren unitats familiars. En el 27,8% dels habitatges hi vivien persones soles el 9,9% de les quals corresponia a persones de 65 anys o més que vivien soles. El nombre mitjà de persones vivint en cada habitatge era de 2,55 i el nombre mitjà de persones que vivien en cada família era de 3,13.
Per edats la població es repartia de la següent manera: un 23,7% tenia menys de 18 anys, un 7,7% entre 18 i 24, un 26% entre 25 i 44, un 28,6% de 45 a 60 i un 13,9% 65 anys o més.
L'edat mediana era de 41 anys. Per cada 100 dones de 18 o més anys hi havia 96,4 homes.
La renda mediana per habitatge era de 35.938 $ i la renda mediana per família de 36.250 $. Els homes tenien una renda mediana de 26.806 $ mentre que les dones 18.594 $. La renda per capita de la població era de 18.607 $. Aproximadament el 10,1% de les famílies i el 10,8% de la població estaven per davall del llindar de pobresa.

## Poblacions més a prop
El següent diagrama mostra les poblacions més a prop.